# 杜父魚下目
杜父魚下目（學名：Cottales）是鱸形目杜父魚亞目的一個下目，包含了與杜父魚科最親近的類群。

## 分類
本下目包括了传统杜父魚亞目中最核心的成員，相當於傳統上的鮋形目杜父魚亞目。

### 內部分類
本下目共包含9個科，如下：
- 八角鱼科 Agonidae （包含絨杜父魚科 Hemitripteridae）
- 杜父魚科 Cottidae （包含淵杜父魚科 Abyssocottidae、貝湖油魚科 Comephoridae、貝湖魚科 Cottocomephoridae）
- 圆鳍鱼科 Cyclopteridae
- 乔氏杜父鱼科 Jordaniidae
- 狮子鱼科 Liparidae
- 隐棘杜父鱼科 Psychrolutidae （包含南極杜父魚科 Bathylutichthyidae）
- 钩吻杜父鱼科 Rhamphocottidae （包含旋杜父鱼科 Ereuniidae）
- 鲉杜父鱼科 Scorpaenichthyidae
- 毛齿鱼科 Trichodontidae

## 演化
本下目已知最早的化石紀錄來自1597萬年前的中新世。